# Термобаричко оружје
Термобаричко оружје је врста експлозива који користи кисеоник из околног ваздуха, и високо-температурну експлозију, најчешће употреба таквог оружја ствара експлозивни талас који траје значајно дуже од класичног кондензованог експлозива. Експлозивне-авионске бомбе су једно од најпознатијих врста термобаричког оружја.
Већина конвенционалних експлозива се састоји из експлозива и оксидатора који су измешани (барут, на пример: садржи 25% експлозива и 75% оксидатора), док је код термобаричког оружја то 100% експлозива, тако да термобаричко оружје поседује много већу снагу од конвенционалног кондензног експлозива исте тежине. Њихово функционисање на атмосферски кисеоник чини их непогодним за подводну употребу, на великим висинама, и при лошем времену. Оно, међутим, изазива знатно већа разарања када се употребљава у затвореним просторима као што су тунели, пећине и бункери, делом због експлозије која изазива интензивни експлозивни талас а делом због тога што сагорева сав постојећи ваздух у целој просторији. Термобарична оружја имају најдуже трајање експлозивног таласа, и највећу разорну снагу од свих експлозива, изузимајући нуклеарно оружје.
Постоје различити типови оружја са термобаричким пуњењем које се може монтирати на ручне ракетне бацаче.